# Neopalpa donaldtrumpi

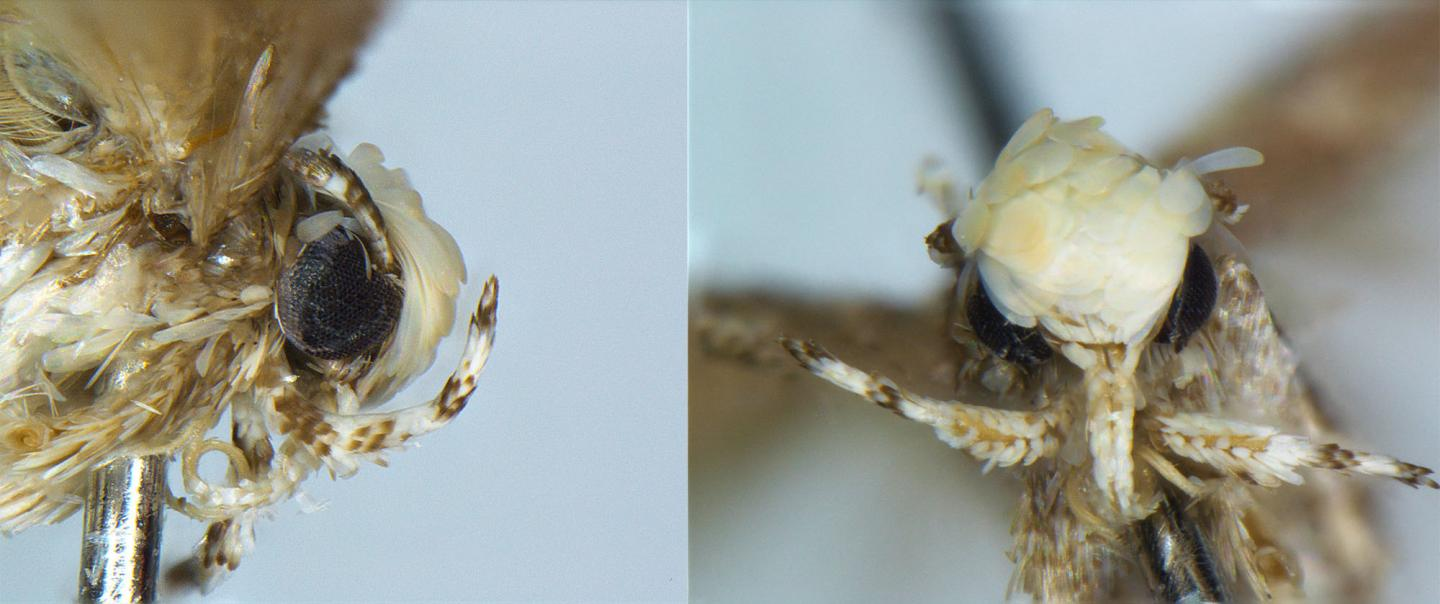
cabeza de Neopalpa donaldtrumpi

Neopalpa donaldtrumpi es una polilla de la familia Gelechiidae. El entomólogo canadiense Vazrick Nazari eligió el nombre en enero de 2017 debido a su similitud de la cabeza de la polilla con el peinado del 45.° presidente de los Estados Unidos, Donald Trump. También espera que esto aumente la atención en las especies de animales muy pequeños y raros.

## Descripción
La longitud del ala delantera de los machos es de 3,0 a 4,6 mm, en las hembras se midieron 4,3 milímetros. Las alas delanteras son puntiagudas y marrón oscuro en la mitad superior. Algunas manchas más brillantes se destacan. La mitad inferior es de color amarillo en el borde interno de color ocre-marrón. Las alas posteriores en gran medida tienen flecos y tienen un color blanquecino. La cabeza está provista con un claro amarillento con escamas blanquecinas y pelos.

## Distribución
Se encuentra en California, Baja California y parcialmente en otros estados mexicanos.